# Clearwater County, Idaho
Clearwater County är ett administrativt område i delstaten Idaho, USA, med 8 761 invånare (2010). Den administrativa huvudorten (county seat) är Orofino.

## Geografi
Enligt United States Census Bureau har countyt en total area på 6 444 km². 6 375 km² av den arean är land och 69 km² är vatten.

### Angränsande countyn
- Shoshone County, Idaho - nord
- Latah County, Idaho - väst
- Nez Perce County, Idaho - väst
- Lewis County, Idaho - sydväst
- Idaho County, Idaho - syd
- Missoula County, Montana - öst
- Mineral County, Montana - öst